# Eleonora Vallone
Eleonora Vallone (Roma, 1º febbraio 1953) è un'attrice e giornalista italiana.

## Biografia
Figlia di Raf Vallone e di Elena Varzi, è la primogenita, sorella di due gemelli: l'attore Saverio Vallone 1955 e la cantante Arabella. Ha un figlio, Luca Gualdi, medico di professione. È dedita a numerose attività. Ha esordito come pittrice, definita "cubo-futurista", e poi come attrice di cinema, di teatro e di televisione. Autrice di testi musicali, intrattenimento, teatro, televisione. Giornalista, collaboratrice di giornali quotidiani e settimanali di attualità, cinema, sport, nautica, rubriche televisive e radiofoniche.
Pioniera ed insegnante della ginnastica in acqua, ha fondato la prima scuola in Italia per istruttori di acqua-gym, brevettando anche il metodo GymNuoto e GymSwim. È inoltre l'ideatrice della moda salutistica in neoprene con marchio EV. Ha condotto il Festival di Sanremo 1981 assieme a Claudio Cecchetto e Nilla Pizzi (in cui si distinse per la sua bellezza e per le famose gaffes). Oggi dopo aver ideato il primo festival cinematografico dedicato all'acqua e all'ambiente, per una maggiore consapevolezza e difesa del proprio territorio, denominato AquaFilmFestival, ne è la direttrice artistica, e divulga il concorso in Italia e all'estero con successo da oltre dieci edizioni.

## Filmografia

### Cinema
- Gardenia il giustiziere della mala, regia di Domenico Paolella (1979)
- Una storia africana (Afurika monogatari), regia di Susumu Hani e Simon Trevor (1979)
- Carnada, regia di José Juan Munguía (1980)
- Si ringrazia la regione Puglia per averci fornito i milanesi, regia di Mariano Laurenti (1982)
- Il motorino, regia di Ninì Grassia (1984)
- Fuga scabrosamente pericolosa, regia di Nello Rossati (1985)
- Italian gigolò, regia di Ninì Grassia (1999)
- Il papà di Giovanna regia di Pupi Avati (2008)
- Chi salverà le rose? regia di Cesare Furesi (2017)

### Televisione
- Le rose di Danzica, regia di Alberto Bevilacqua – miniserie TV (1979)
- Delitto di stato, regia di Gianfranco De Bosio – miniserie TV (1982)
- Valentina – serie TV, episodio 7 (1989)

## Teatro
- Effetto donna – musical
- One Woman Show – recital

## Programmi televisivi
- Festival di Sanremo (Rai Tv1, 1981)

## Opere
- GymNuoto, (vince il premio speciale Bancarella Sport).
- GymVasca, ed. Sperling & Kupfer (Italia).
- GymSwim, ed. M. Rocha (Spagna).
- MammaGym, ed. Curcio, dedicato alla coppia, alla mamma e alla remise en forme dopo il parto con 100 esercizi in acqua.[1]
- "Quante vite per una? Le mie sette vite", ed. Castelvecchi ( Italia) 2025